# 水文化

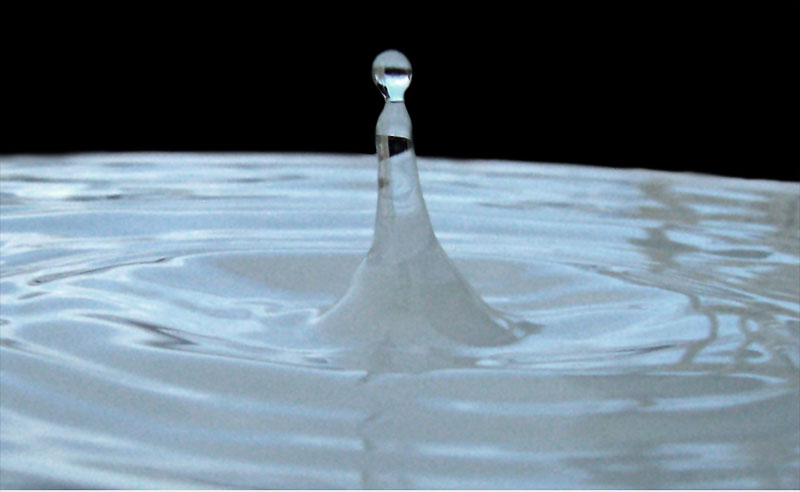
水滴揚起

水文化是人类创造的与水有关的科学、人文等方面的精神与物质的文化财产。

## 科学之水
水是人类生活的重要资源，特别是农业需要大量水进行灌溉，人类文明的起源大多都在大河流域，如尼罗河流域的古埃及文明，两河流域的巴比伦文明以及长江黄河流域的中华文明等。早期城市一般都在水边建立，以解决灌溉、饮用和排污问题。水道同时也解决了运输问题。现代工业农业更是大量需要用水。因此水的分布对经济布局有重要的影响。此外，人类也通过水路运输来载运旅客和货物，发展经济。
人类对水的利用不仅仅局限于水本身，而且也对水能进行利用，水电站就是把水能转变为电能的工程设施。另一方面，水涝害和洪水等自然灾害也对人类产生了负面影响。为此人类修建水利，保护自身的安全并利用水为自己服务。
在保健上，人类通过水疗以防病治病。
由于水对人类的重要性，因此形成了一些专门与水有关的研究领域：
- 水力学：研究以水为代表的液体的宏观机械运动规律及其在工程技术中的应用。
  - 水静力学
  - 水动力学
- 水弹性力学：把液体和固体弹性系统作为一个统一的动力系统来研究它们之间相互作用的理论。
- 水文科学：研究地球上水的起源、存在、分布、循环、运动等变化规律的学科。
  - 水文地理学：研究地球表面各类水体性质、形态特征、变化和时程分配以及地域分异规律的学科。是地理学和水文科学的交叉学科。
  - 水文气象学：研究水文循环和水分平衡中同降水、蒸发有关问题的学科。气象学与水文学之间的边缘科学
- 水文地球化学：研究地下水的化学成分的形成和各种元素在水中迁移的学科。

还有一些与水有关的工程学科：
- 水处理：利用人工方式强化水的自然洁净过程，提高水的自净效率，使水的循环效率提高，满足人们生活生产需要
  - 给水处理为达到人类可以使用的标准而对水进行加工处理的过程。
  - 污水处理
    - 生活污水处理
    - 生产废水处理

## 哲学之水
在文明的早期，人们开始探讨世界各种事物的组成或者分类，水在其中扮演了重要角色。古希腊哲学家泰勒斯认为水是万物的本源；其后恩培多克勒(Empedocles)又提出四元素说，认为世界由“气、水、火、土”四种元素组成，水是其中之一。古印度哲学家也提出了“地、水、火、风、气”五大的概念，后来在佛教中演化为“地、水、火、风”四大種的说法。在中国古代春秋战国时期提出了五行学说，认为把宇宙间的事物分别归属于水、火、木、金、土五种基本的类别，水在五行中占有一席之地，代表润化、生机、财富等意义。

## 宗教與水
由於水有洗淨的功能，因此在宗教之中，水往往被認為能洗淨人身體及靈魂上的罪惡。基督宗教之中，在舊約聖經記載，創世之初上帝為了人類的罪惡以洪水滅世，在新約之中，耶穌本身受過洗者若翰的洗禮，後來基督徒是經由受洗禮聖事進入教會，福音中記載耶穌行過許多與水有關的奇蹟，在迦納的一場婚宴中，他將水變成酒，此外還在水面上行走。天主教的聖水被認為能滌淨罪愆，某些聖地的泉水被認為可以治病。
在東方宗教之中，印度教的傳統是人的一生中必須到瓦拉納西以恆河之水沐浴一次，洗淨一身的罪惡。在更東方的中國，大乘佛教中的觀世音菩薩的形象是手托柳枝淨瓶，普施甘霖；道教之中，則有以符灰泡水供人飲用以治病的習俗；風水之術則認為一切物體方位對於運勢均有影響，水就是影響環境的因素之一。

## 人文之水
由于水对生命的重要意义以及它的独特特性，在文学、神话、艺术等文化的各个领域中，经常会出现带有特殊寓义的水的形象和借代。
- 水与艺术
  - 雕塑方面：冰雕、雪雕。
  - 绘画方面：水彩画、水粉画、水墨画、山水画
  - 建筑方面：水舞、親水公園、中國園林理水方式
  - 舞蹈与戏剧方面：现代舞蹈表演剧团云门舞集的作品：水月，九歌 (舞剧)。
  - 音乐方面：韩得尔著名的交响乐作品水上音乐
- 水与文学
  - 文学方面：由于具有澄澈、柔弱、纯洁的外表，水在文学作品中常用来形容女性。比如，曹雪芹在红楼梦中说「女儿是水做的骨肉」。
    - 神话：大禹治水、河伯娶妻
    - 鬼神
      - 印度的水神阿婆姆那婆特Apam napat
      - 中国的洛神、龙(海龙王)、水鬼

    - 书：山海经、水经注、水浒传、马塞尔·普鲁斯特写的追忆逝水年华、尚·多明尼克·鲍比写的潜水钟与蝴蝶、徐四金写的香水_(小說)、张曼娟写的海水正藍

## 水上運動及活動
虽然人類並非天生的水生動物，但是可以通过学习，学会游泳以及驾驶船只。由此也逐渐衍生出许多水上运动，主要有：
游泳 - 跳水 - 水球 - 花样游泳 - 划船 - 赛艇 - 皮划艇 - 帆板运动 - 摩托艇运动 - 水橇运动 - 滑水板 - 冲浪 - 潜水运动 - 蹼泳 - 水下定向 - 水中狩猎 - 水下摄影

## 与水有关的节日
- 泼水节：四月十三日至四月十六日
- 世界水日：3月22日
- 国际航海日：3月17日
- 世界防止荒漠化和干旱日：6月17日

## 水资源危机
地球上水总储量约为1.36×1018m3，但除去海洋等咸水资源外，只有2.5%为淡水。淡水又主要以冰川和深层地下水的形势存在，河流和湖泊中的淡水仅占世界总淡水的0.3%。 
世界气象组织1996年初指出：缺水是全世界城市面临的首要问题，估计到2050年，全球有46％的城市人口缺水。對於水資源稀少的地區來說，水已經超出生活資源的範圍，而成為戰略資源，由於水資源的稀有性，水戰爭爆發的可能性越來越高。水戰爭主要是因為河川上流國家在河川上建立水壩，或是更改河川流向，造成河川下流國家無水可用所引起。國際河川中，印度河、約旦河、尼羅河及幼發拉底河—底格里斯河由於水資源由數國共用，均被認為可能引起水戰爭。其中孕育三大宗教的約旦河最是爭議不斷，四次中東戰爭都與它有關。1967年的以阿戰爭，以色列占領了被稱為“中東水塔”的戈蘭高地－約旦河發源地，以“土地換水源”成了敘利亞跟以色列談判中的重要策略。目前約旦河主權和分配仍是巴勒斯坦與以色列談判的五大難題之一。此外，幼發拉底河—底格里斯河二河流域的發源國土耳其與下游國也常為水資源分配而生齟齬；尼羅河上游國蘇丹則因水資源與下游國埃及不睦。
为让全世界都关心淡水资源短缺的问题，第47届联合国大会确定每年3月22日为世界水日。许多国家也制定了水法，通过政府来调整水的开发利用。

## 水污染
- 酸雨
- 河川污染
- 海洋污染